# 斯威特沃特鎮區 (北卡羅萊納州克萊縣)
斯威特沃特鎮區（英語：Sweetwater Township）是位於美國北卡羅萊納州克萊縣的一個鎮區。

## 地方資料
斯威特沃特鎮區的面積為45.33平方千米，皆為陸地。根據2020年美國人口普查的數據，當地共有人口1033人，而人口密度為每平方千米22.79人。